# Gustave Flaubert

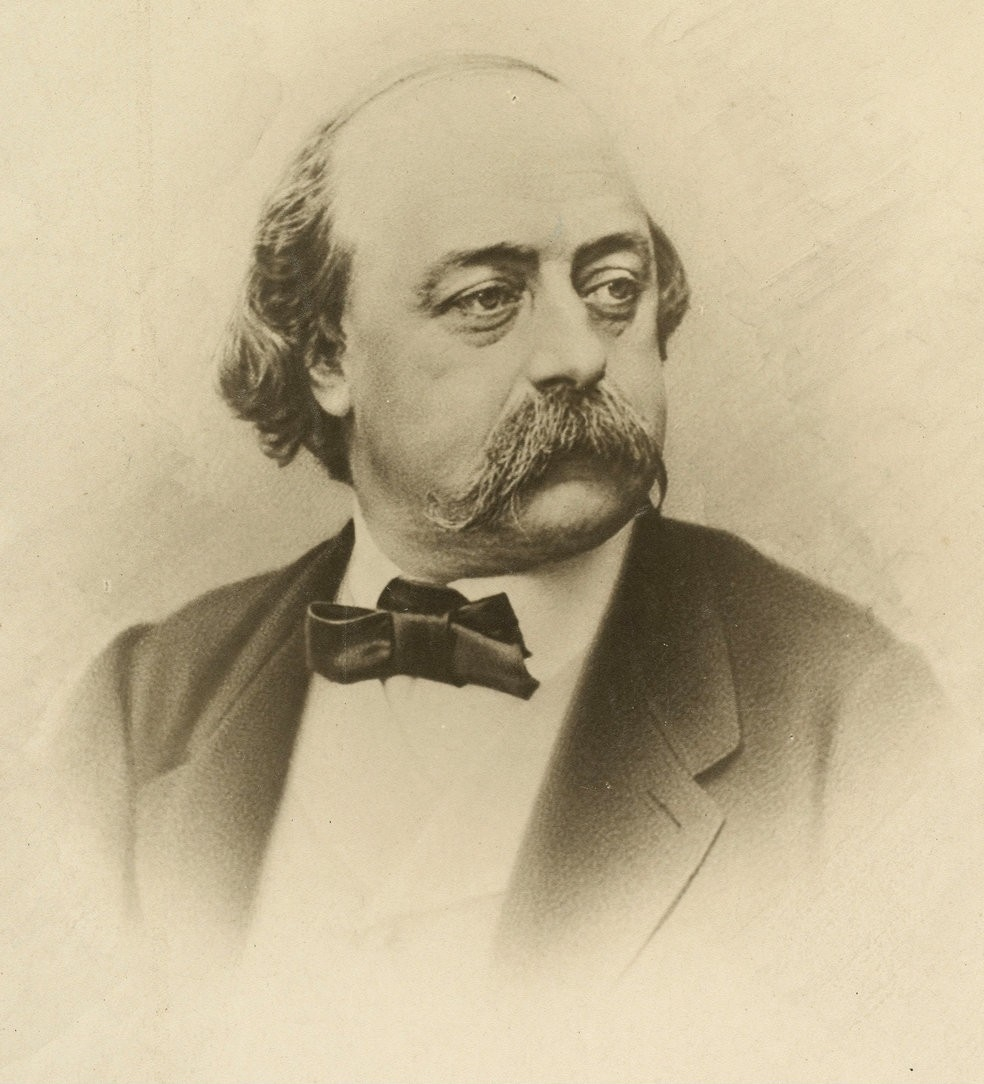
Gustave Flaubert

Gustave Flaubert [flo'bɛ:r] (* 12. Dezember 1821 in Rouen, Normandie; † 8. Mai 1880 in Canteleu, Normandie) war ein französischer Schriftsteller, der vor allem als Romancier bekannt ist.

## Leben
Flaubert wuchs auf in Rouen (Normandie) als jüngerer Sohn von Achille Cléophas Flaubert, Chefarzt des städtischen Krankenhauses. Da dessen Dienstvilla – wie damals üblich – an das Krankenhaus grenzte, erlebte er das Leiden und Sterben dort aus nächster Nähe mit. Er galt als begabter, aber wenig disziplinierter Schüler, der es vorzog, seine Zeit mit Lesen und Schreiben statt mit Lernen zu verbringen. Zu seinen Jugendfreunden gehörten Louis Bouilhet, der sich später einen gewissen Namen als Lyriker machte, sowie der Bruder von Laure Le Poittevin, der späteren Mutter Guy de Maupassants. In den Sommerferien 1836 verliebte sich Flaubert in dem normannischen Badeort Trouville-sur-Mer in Élisa Foucault (1810–1888, ab 1840 Gattin von Maurice Schlesinger), die ihn jahrelang als große, unerreichbare Liebe beschäftigte und sein Schreiben inspirierte.

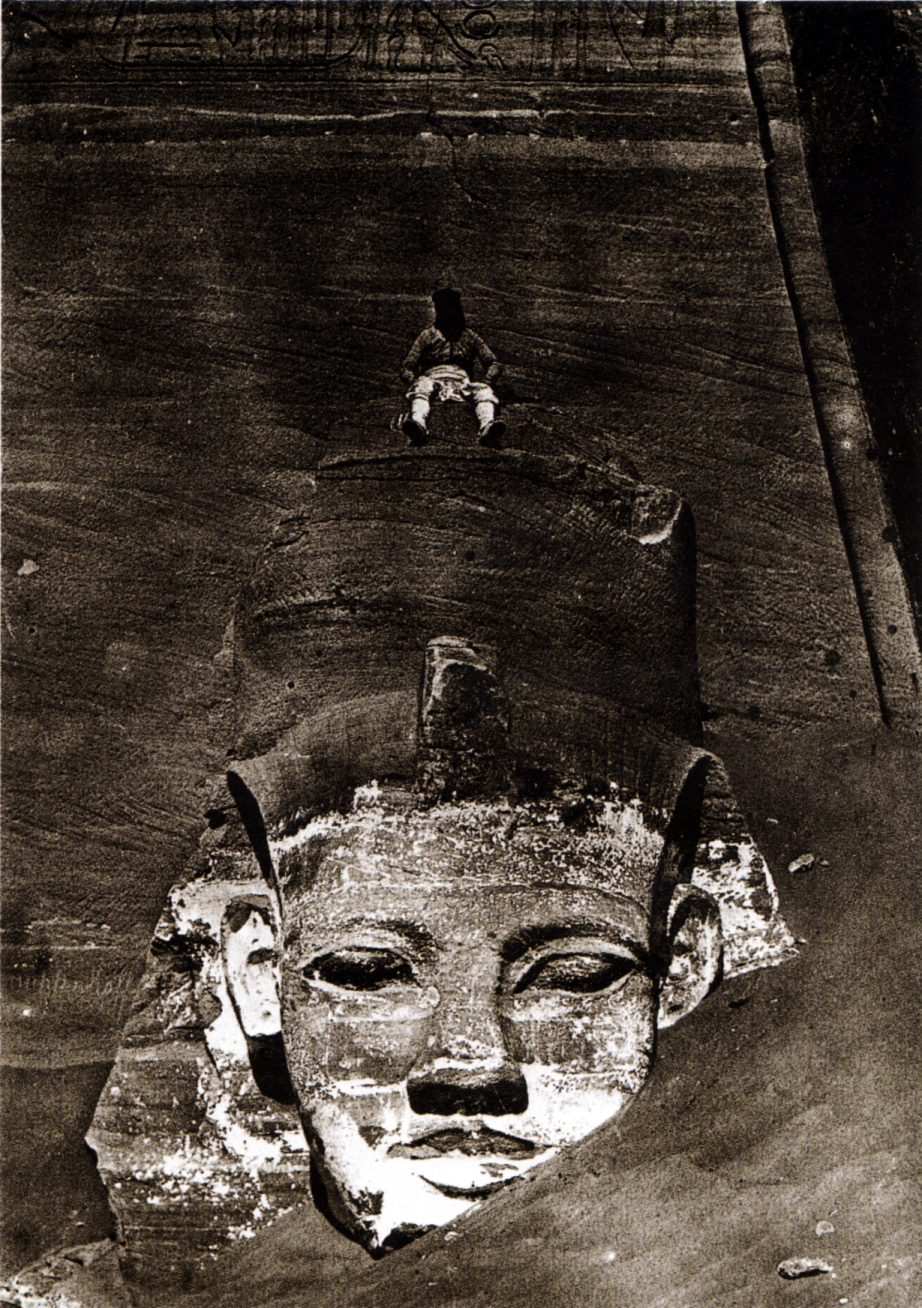
Flaubert 1850 auf dem Kopf einer Ramsesstatue bei Abu Simbel, fotografiert von Maxime Du Camp

Nach dem Baccalauréat begann er auf Drängen des Vaters ein Jurastudium, das er aber aufgab, nachdem er 1844 einen epileptischen Anfall erlitten hatte. Dennoch machte er in diesen Jahren größere Reisen, deren vorläufig letzte ihn 1850/51 auf den Spuren Chateaubriands, Lamartines oder Nervals in den Vorderen Orient, insbesondere Ägypten, führte. Sein Begleiter war sein wenig jüngerer Freund, der Literat Maxime Du Camp, der schon am Beginn seines Erfolges stand.
Nach der Rückkehr richtete sich Flaubert bei seiner verwitweten Mutter ein und führte mit ihrem und seinem Erbe ein zurückgezogenes Dasein als schriftstellernder Rentier in ihrem Haus in Croisset nahe Rouen. Dieses verließ er nur noch für gelegentliche Aufenthalte in Paris, um dort einige gesellschaftliche Kontakte, z. B. mit Autorenkollegen oder mit der im Zweiten Kaiserreich kulturell einflussreichen Mathilde Bonaparte zu pflegen oder sich mit seiner langjährigen Geliebten (ab 1846) zu treffen, der Schriftstellerin Louise Colet. Mit dieser diskutierte er auch in vielen Briefen über literarische Fragen.

## Musée Flaubert und Pavillon in Rouen
In Rouen erinnert das Musée Flaubert et d'histoire de la médecine an den Schriftsteller und an seinen Vater. Es ist im ehemaligen Hôtel-Dieu untergebracht, der Wirkungsstätte des Vaters. Das Museum enthält persönliche Gegenstände, Möbel aus Flauberts Kindheit und eine größere Sammlung medizinischer Gegenstände, die an den Vater erinnern. Der Pavillon Flaubert ist ein Gartenhaus, das neben dem Wohnhaus Flauberts in Canteleu–Croisset stand. Das Wohnhaus existiert nicht mehr.

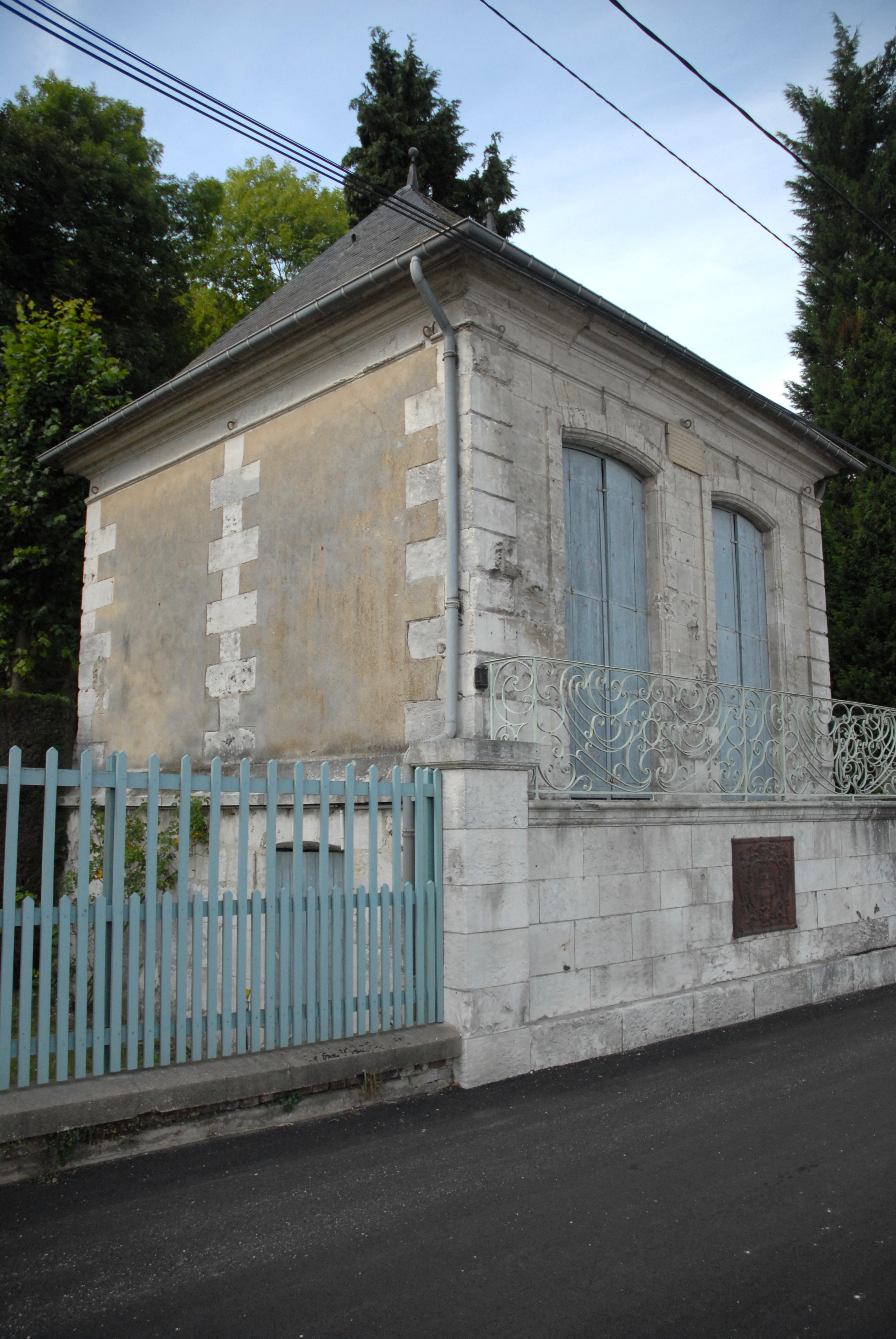
Pavillon Flaubert Croisset Canteleu

## Literarisches Schaffen
Flaubert schrieb schon seit seiner Jugend unermüdlich, zunächst im Stil der Romantik. Er stellte aber so hohe Ansprüche an sich selbst, dass er lange Jahre alle Manuskripte unpubliziert ließ. Sein erstes gedrucktes Werk wurde schließlich der 1851 begonnene Roman Madame Bovary, der 1856 im Feuilleton der Revue de Paris erschien. Der Roman trug ihm sogleich einen Prozess wegen Verstoßes gegen die guten Sitten ein, doch wurden Flaubert und der Herausgeber der Zeitschrift dank des klugen Plädoyers ihres Anwalts am 7. Februar 1857 freigesprochen. Der Prozess wirkte sich letztlich sogar positiv aus, denn er verhalf der Buchversion, als sie 1857 herauskam, zu einem Verkaufserfolg.
Weniger erfolgreich, aber noch einflussreicher auf die Entwicklung des europäischen Romans war Flaubert mit L’Éducation sentimentale (1869).
Die Bovary und die Éducation gelten als epochemachend für die Entwicklung des europäischen Romans, und zwar aufgrund der Idee Flauberts, seine Protagonisten nicht mehr (wie Balzac dies tat) als Ausnahmepersonen zu konzipieren oder zu dämonisieren, sondern als gänzlich unheroische Durchschnittscharaktere darzustellen. Er vermeidet melodramatische Züge; sein Realismus ist unparteiisch und stark versachlicht. Madame Bovary ist keine tragische Heldin; ihre Lage wird sachlich gekennzeichnet, beim Leser werden keine Leidenschaften ausgelöst. Ihr Leben fließt „zäh und träge“.

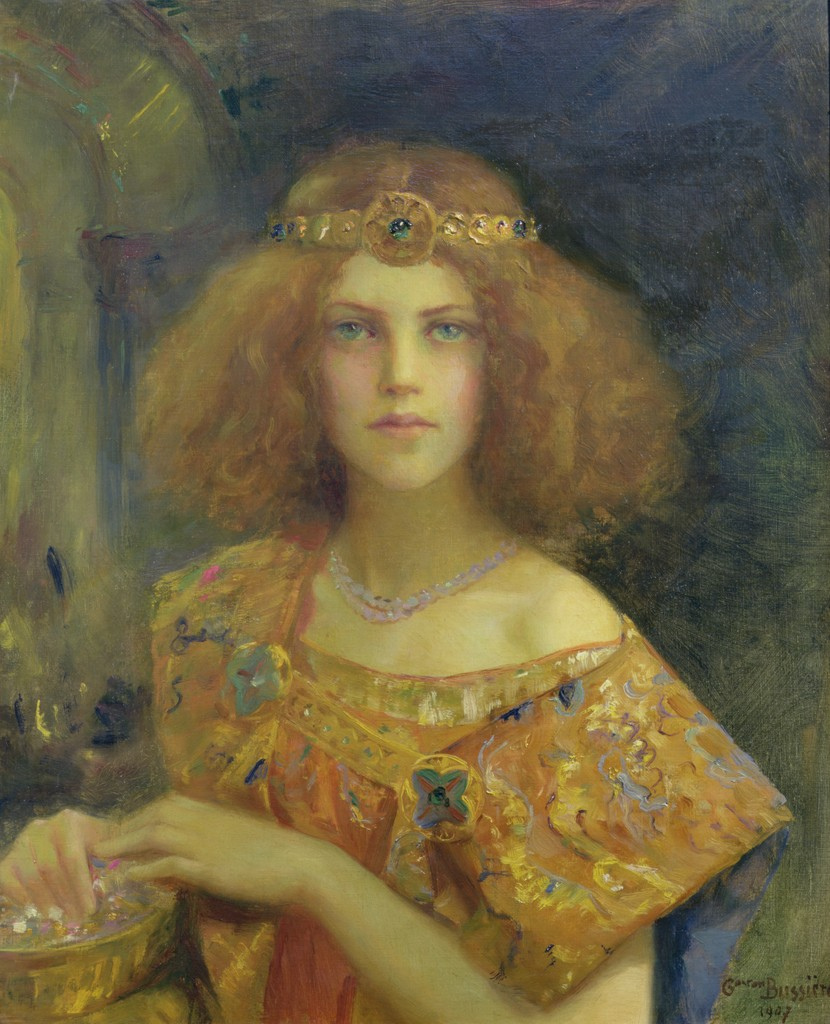
Salammbô, Gemälde von Gaston Bussière, 1907

Die übrigen Werke Flauberts werden heute meist weniger beachtet. Es sind insbesondere der im antiken Karthago spielende historische Roman Salammbô (1862), zu dessen Vorbereitung Flaubert 1858 nach Tunesien reiste; der Roman Die Versuchung des heiligen Antonius (1874); der seinerzeit erfolgreiche Erzählband Trois Contes (1877), unter anderem mit der anrührenden Erzählung Un cœur simple, oder der unvollendete, als Satire auf das Durchschnittsbürgertum gedachte Roman Bouvard et Pécuchet (postum 1881).
Flaubert gilt als einer der besten Stilisten der französischen Literatur und als ein Klassiker des Romans. Zusammen mit Stendhal und Balzac bildet er das Dreigestirn der großen realistischen Erzähler Frankreichs. Ganz wie die beiden anderen wurde auch er von der Académie française nicht für würdig befunden, aufgenommen zu werden.

## Werke

### Hauptwerke
Die Handlung des Erstlingswerks Madame Bovary (1856) beruht auf einem Zeitungsbericht aus dem Journal de Rouen von 1848 über den Suizid der Arztgattin Delphine Delamare aus Ry bei Rouen. Sie stellt die Geschichte einer Pächterstochter dar, die nach der Heirat mit einem Dorfarzt rasch unzufrieden mit ihrem sie zwar liebenden, aber biederen Mann ist, und zwar nicht zuletzt deshalb, weil sie sich nach dem Vorbild von Romanen und Frauenmagazinen ein Leben in Leidenschaft und Luxus erträumt. Zwar schafft sie es, mittels zweier Liebschaften und eines gewissen Luxuskonsums einige Schritte zur Realisierung eines solchen Lebens zu tun, wird aber immer wieder eingeholt von der Trivialität und Enge ihrer realen Verhältnisse, bis sie schließlich von Schulden erdrückt Selbstmord begeht. Thema ist also das Scheitern einer romantischen Idealistin (mit der Flaubert sich sehr identifiziert) an einer Welt, in der die Opportunisten und die Materialisten obsiegen, die im Roman vor allem von dem Apotheker Homais und dem Händler Lheureux verkörpert werden.
Der Roman L’Éducation sentimentale (1869) schildert die Geschichte des jungen Provinzlers Frédéric Moreau, der nach Paris geht, wo er sich eine große Zukunft in Politik, Literatur und Liebe erhofft, jedoch die ihm sich durchaus bietenden realen Chancen zugunsten irrealer, idealer Ziele verpasst, und zwar vor allem eine lange schwärmerisch-unerfüllten Liebe zu einer verheirateten Frau, die ihn absorbiert und paralysiert. Nachdem auch seine kurze Begeisterung für die politischen Ideale und Ziele der Revolution von 1848 verpufft ist, versinkt er in intellektueller Mittelmäßigkeit und wird nur durch eine größere Erbschaft vor einem auch materiellen Niedergang bewahrt. Frédéric ist eine Symbolfigur des weniger tragischen als traurigen Weges der „Quarante-huitards“, d. h. der durch die Februarrevolution in Aufbruchstimmung versetzten, dann aber durch die weitere Entwicklung politisch enttäuschten 48er-Generation, der auch Flaubert sich zurechnete. Der Titel des Romans, L’Éducation sentimentale, ist (was keiner der deutschen Titel ahnen lässt) ironisch zu verstehen; denn anders als z. B. die jungen Helden Julien in Stendhals Le Rouge et le Noir oder Rastignac in Balzacs Le Père Goriot erfährt Frédéric von der geliebten reiferen verheirateten Frau letztlich keine „Erziehung“ seiner jünglinghaft schwärmerischen Gefühle zu denen eines sexuell erfahrenen Mannes, sondern nur deren Frustration.

### Werkübersicht

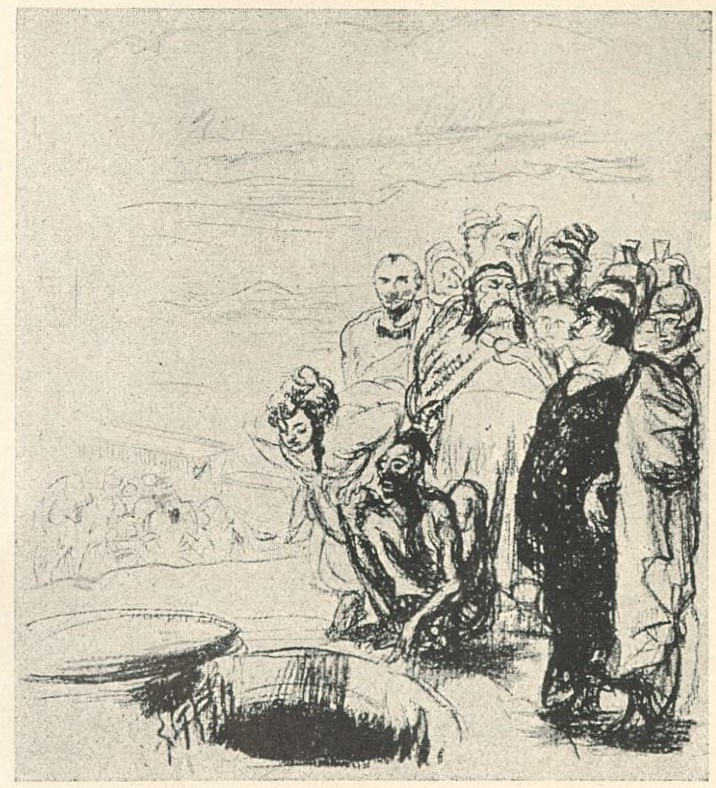
Max Slevogt, Illustration zu einer deutschen Ausgabe von Herodias (1918)

Zu Lebzeiten veröffentlichte Werke
- Bibliomanie, Erzählung, 1836 (deutsch: Bücherwahn)
- Mémoires d’un fou, Roman, 1838 (deutsch: Erinnerungen eines Verrückten)
- Novembre, Erzählung, 1842 (deutsch: November)
- Madame Bovary, Roman, 1857 (deutsch: Madame Bovary, 1858)
- Salammbô, Roman, 1862 (deutsch: Salambo, 1904)
- L’Éducation sentimentale, Roman, 1869 (deutsch: Die Erziehung der Gefühle, auch: Die Erziehung des Herzens, Lehrjahre des Herzens, Lehrjahre des Gefühls, Die Schule der Empfindsamkeit, in der Neuübersetzung: Lehrjahre der Männlichkeit. Geschichte einer Jugend.)
- La Tentation de Saint Antoine, Roman, 1874 (deutsch: Die Versuchung des heiligen Antonius)
- Le Candidat, Komödie, 1874 (deutsch: Der Kandidat, 1915, übersetzt von Carl Sternheim)
- Trois Contes: Un cœur simple, La Légende de saint Julien l'Hospitalier, Hérodias, Erzählungen, 1877 (deutsch: Drei Geschichten: Ein schlichtes Herz, Die Legende von Sankt Julian dem Gastfreien, Herodias – Die Deutsche Nationalbibliothek verzeichnet zwanzig Übersetzungen ins Deutsche zwischen 1903 und 2017.)

Postum erschienene Werke
- Le Château des cœurs, Feenspiel, 1880 (deutsch: Schloss der Herzen, 1891)
- Bouvard et Pécuchet, Roman, 1881 (deutsch: Bouvard und Pécuchet, 1922)
- mit Maxime Du Camp: Par les champs et les grèves (Voyage en Bretagne). Reisebericht, 1886.
  - deutsch von Cornelia Hasting: Über Felder und Strände. Eine Reise in die Bretagne. Dörlemann Verlag, Zürich 2016.[4]
- Dictionnaire des idées reçues, 1913 (deutsch: Wörterbuch der Gemeinplätze)
- Gustave Flaubert – Die Briefe an Louise Colet, Haffmans 1995, ISBN 978-3-251-20187-7
- Vie et travaux du R. P. Cruchard, 2005 (deutsch: Leben und Werke des Paters Cruchard und andere unveröffentlichte Texte. Übersetzt und kommentiert von Elisabeth Edl, Friedenauer Presse, Berlin 2008)

## Literatur

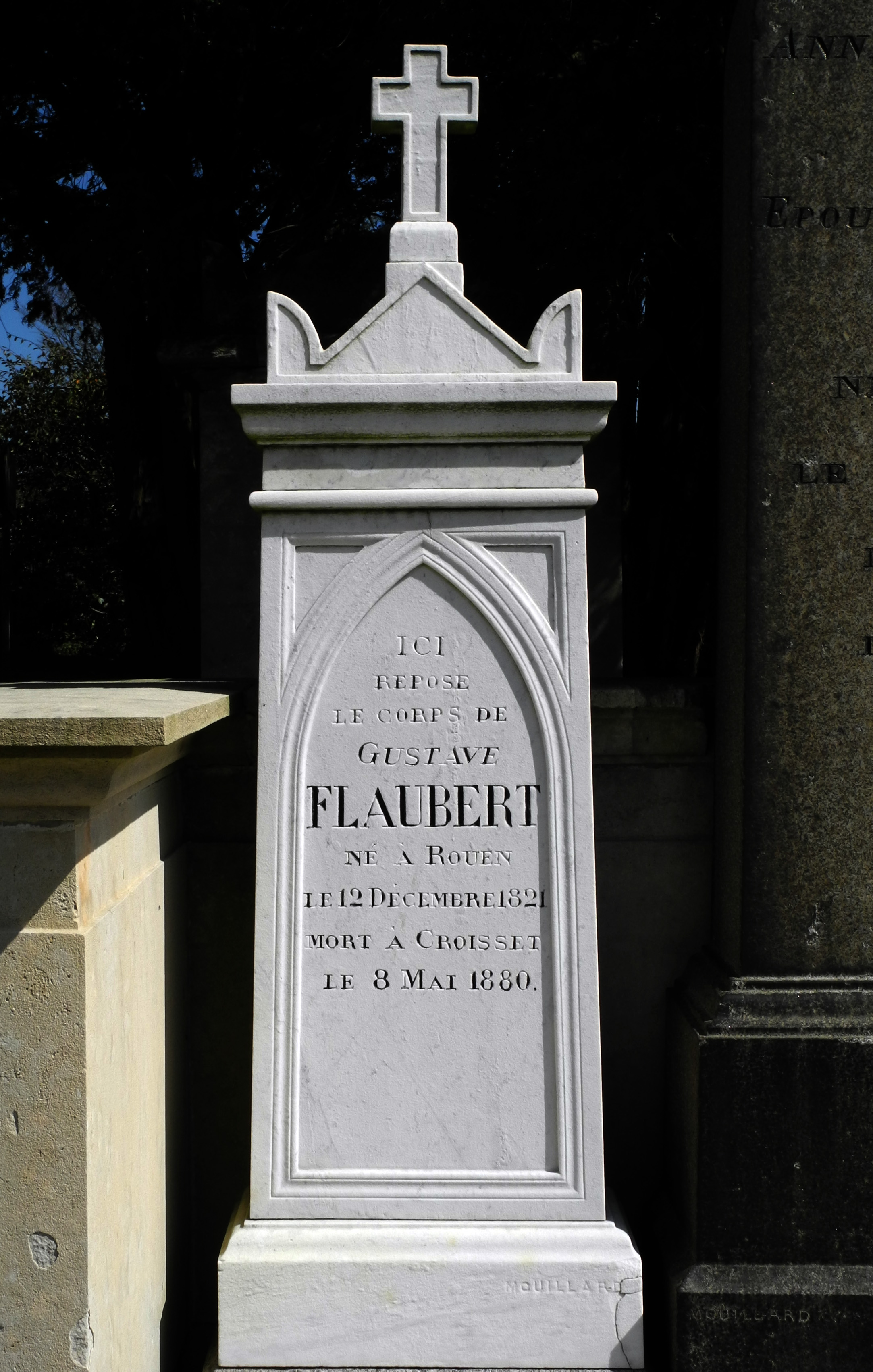
Flauberts Grab in Rouen